# Gerardo Bianchi
Gerardo Bianchi, citato anche come Gerardus Blancus (Gainago, 1220/25 – Roma, 1º marzo 1302), è stato un cardinale e vescovo cattolico italiano.

## Biografia
Nacque a Gainago, frazione di Torrile, cittadina vicino a Parma, tra il 1220 ed il 1225.
Studiò diritto canonico e diritto romano, prima presso l'Università di Bologna e quindi con il famoso giurista Uberto da Bobbio a Parma, ove divenne anche Canonico del Capitolo della Cattedrale. Nel 1245 era già cappellano pontificio, quindi fu nominato Protonotario apostolico.
Il 12 marzo 1278 papa Niccolò III lo creò cardinale con il titolo di cardinale-presbitero dei Santi XII Apostoli.
Fu quindi inviato subito dopo in Sicilia come legato pontificio e così più volte in seguito (nel 1282 per pacificarne il regno.)
Il 12 aprile 1281 papa Martino IV lo nominò cardinale-vescovo di Sabina
Nel 1283 venne nuovamente inviato in Sicilia per ottenere la resa dei ribelli dopo i Vespri siciliani, ma il suo unico successo in questo viaggio fu la resa di Napoli. Egli fu molto vicino a Carlo II d'Angiò come consigliere, ma la potenza navale di Ruggiero di Lauria rese vani i suoi sforzi.
Alla morte di Carlo I d'Angiò, nel 1285, egli condivise la reggenza del regno di Sicilia con Roberto II d'Artois.
In termini pratici comunque, il potere rimase nelle mani di Maria d'Ungheria, moglie dell'imprigionato Carlo II di Napoli (già principe di Salerno).
Nel 1290 fu in Francia per una missione diplomatica con il cardinale Benedetto Caetani, per conto di papa Niccolò IV. Lui e Caetani furono poi presenti alla firma del trattato di Tarascona, negoziato per porre fine alla cosiddetta Crociata aragonese, dichiarata da papa Martino IV contro il re di Aragona Pietro III.
Insieme all'allora cardinale Caetani, venne interpellato da papa Celestino V sulla legittimità delle dimissioni di un papa, fornendo parere favorevole.
Fu nominato decano del Sacro Collegio dal dicembre 1297. Fu anche il primo arciprete della Basilica di San Giovanni in Laterano.
Alla morte la sua salma venne inumata nella Basilica di San Giovanni in Laterano.

## Conclavi
Durante il suo periodo di cardinalato si svolsero cinque conclavi. Gerardo partecipò a quattro di essi:
- conclave del 1280-1281, che elesse papa Martino IV,
- conclave del 1287-1288, che elesse papa Niccolò IV,
- conclave del 1292-1294, che elesse papa Celestino V,
- conclave del 1294, che elesse papa Bonifacio VIII.

Non partecipò invece al conclave del 1285, che elesse papa Onorio IV.

## Successione apostolica
La successione apostolica è:
- Arcivescovo Robert Winchelsey (1294)